# Katastrofa kysztymska
Katastrofa kysztymska – wypadek jądrowy, który miał miejsce 29 września 1957 roku w Majaku – jednym z największych zakładów jądrowych ZSRR, zlokalizowanym około 150 kilometrów na południowy wschód od Swierdłowska w pobliżu miasta Kasli i 72 kilometry na północny zachód od Czelabińska. Miastem położonym najbliżej zakładu jest Oziorsk, stanowiący ośrodek administracyjny. Nazwa „katastrofa kysztymska”, mimo że Kysztym nie był w żaden sposób związany z zakładem Majak, pojawiała się w mediach z tego powodu, iż Kysztym był najbliższym miastem do zakładu Majak (Oziorsk był wówczas miastem zamkniętym).

## Zakłady Majak
Zakłady Majak powstały jako część radzieckiego programu badań nad bronią jądrową. Pierwotny cel zakładu to rafinowanie i obrabianie plutonu o przeznaczeniu wojskowym. W tym celu zbudowano pięć reaktorów jądrowych. W późniejszym okresie zakład specjalizował się w przetwarzaniu odpadów promieniotwórczych, głównie plutonu ze zdemobilizowanej broni i wypalonego paliwa jądrowego. 

## Okoliczności katastrofy
29 września 1957 roku doszło do awarii systemu chłodzenia zbiornika zawierającego dziesiątki tysięcy ton rozpuszczonych odpadów jądrowych. Awaria skutkowała eksplozją (niemającą charakteru jądrowego) o sile porównywalnej do wybuchu 75 ton trotylu (310 gigadżuli), a w konsekwencji pokrycie obszaru 39 000 kilometrów kwadratowych skażeniem promieniotwórczym o pierwotnej aktywności 2 milionów kiurów. W konsekwencji tej awarii ponad 200 osób zmarło na chorobę popromienną, 10 tysięcy ewakuowano, 470 tysięcy narażono na działanie promieniowania jonizującego, a obszar o wielkości setek kilometrów kwadratowych został wyłączony z użytku. Ludzie popadli w histerię wynikającą z obawy przed możliwością wybuchu nowych „tajemniczych” chorób. Widziano ofiary chorób o skórze „zsuwającej się” z twarzy, dłoni i innych odsłoniętych fragmentów ciała.

## Po awarii
Zdarzenie jądrowe, najpoważniejsze w historii ZSRR aż do katastrofy w Czarnobylu, skategoryzowano według międzynarodowej skali zdarzeń jądrowych jako „poważną awarię” – 6 w skali od 0 do 7. Plotki o awarii jądrowej w pobliżu Czelabińska krążyły na Zachodzie przez dłuższy czas. Fakt, że na wschód od Uralu nastąpił poważny wypadek jądrowy, wywnioskowano z badań nad wpływem promieniowania na rośliny, zwierzęta i ekosystemy, opublikowanych przez profesora Lwa Tumermana, byłego przewodniczącego laboratoriów biofizycznych Instytutu Biologii Molekularnej w Moskwie i jego współpracowników.
W 1966 roku na terenie najbardziej skażonym utworzono Rezerwat przyrody „Wostoczno-Uralskij”.
Anna Gyorgy, powołując się na ustawę o wolności informacji i w ten sposób otwierając akta CIA, dotarła do faktu, że CIA wiedziała od początku o katastrofie w zakładach Majak z roku 1957, lecz powstrzymywała się od ujawniania tej informacji, chcąc zapobiec zahamowaniu rozwijającego się przemysłu jądrowego w Stanach Zjednoczonych. Ralph Nader twierdził, że informacja nie została ujawniona ze względu na niechęć CIA do podkreślania faktu, że w Związku Radzieckim doszło do katastrofy jądrowej. Mogło to spowodować obawy u ludzi mieszkających w pobliżu instalacji jądrowych na terytorium Stanów Zjednoczonych. Rosjanie oficjalnie przyznali się do katastrofy dopiero w roku 1992, niedługo po upadku ZSRR.